# Sven Krauß
Sven Krauß (født 6. januar 1983) er en tysk tidligere professionel cykelrytter, som cyklede for det professionelle cykelhold Gerolsteiner.